# Paragrotis
Paragrotis là một chi bướm đêm thuộc họ Noctuidae.